# Datorspelsåret 1979

## Händelser

### Okänt datum
- En rad nya datorspelsföretag grundas, däribland Activision, Capcom, Infocom och Strategic Simulations.
- Milton Bradley Company lanserar den portabla konsolen, Microvision.

## Spel släppta år1979

### Arkadspel
- Atari släpper spelen Lunar Lander (augusti) och Asteroids (november).[1]
- Cinematronics lanserar Warrior.
- Namco släpper Bomb Bee, uppföljaren till Gee Bee.
- SEGA lanserar Monaco GP.

### Datorspel
- Richard Bartle och Roy Trubshaw skapar det första spelbara MUD-spelet.
- Richard Garriott skapar Akalabeth, ett datorrollspel till Apple IIe, en föregångare till Garriotts framgångsrika Ultima-serie.

### Fotnoter
1. ↑  ”Production Numbers”. Atari. 27 februari 1999. Arkiverad från originalet den 10 maj 2013. https://web.archive.org/web/20130510143012/http://www.atarigames.com/atarinumbers90s.pdf. Läst 19 mars 2012.